# یواس‌اس چتنوگا (سی‌ال-۱۸)
یواس‌اس چتنوگا (سی‌ال-۱۸) (به انگلیسی: USS Chattanooga (CL-18)) یک کشتی بود. این کشتی در سال ۱۹۰۳ ساخته شد.